# Gliese 581 g
Gliese 581 g, eller GI 581g och GJ 581g, är en exoplanet som upptäcktes i bana kring den röda dvärgstjärnan Gliese 581 i Vågens stjärnbild. Planeten upptäcktes av amerikanska astronomer, som meddelade upptäckten den 29 september 2010. Upptäckten har ännu inte kunnat bekräftas.
Den var den sjätte upptäckten av exoplaneter i systemet och beräknas ha en massa av ungefär 0,01 MJ. Planeten beräknas ha en omloppstid runt sin värdstjärna med ungefär 37 dygn. Planeten ligger nästan mitt i den beboeliga zonen, med en uppskattad temperatur på -37 till -12°C, om den har en jordlik atmosfär. Detta betyder att den har möjligheten att ha flytande vatten på sin yta, och därmed kanske kunna hysa liv. Med en massa på 3,1 till 4,3 gånger Jordens anses den vara en superjord, vilket betyder att den är större än Jorden men mindre än Neptunus och Uranus.